# オシンコシンの滝
オシンコシンの滝（オシンコシンのたき）は、北海道斜里郡斜里町のチャラッセナイ川の河口付近にある滝。標高は70メートル。落差は50メートル。分岐瀑。1990年（平成2年）に日本の滝百選に選ばれた。

## 概要
源流は、知床半島の中央部に位置する遠音別岳西側斜面である。名前の由来はアイヌ語で「そこにエゾマツが群生するところ」を意味する「オ・シュンク・ウㇱ」から転じた。ちなみに滝がかかる川「チャラッセナイ」の由来は、同じくアイヌ語で「チャラチャラ音をさせる川」からである。知床半島第一の大瀑であり、観光名所となってからは滝の2条の流れから双美の滝とも称される。
駐車場から滝の中ほどまで階段で登ることができ、岩盤の節理面に大きく2つに広がって流れる滝を正面から間近で見ることができる。知床八景の一つに数えられ、国道334号沿いにあること、滝と駐車場の位置関係が近いことから、観光バスが立ち寄ることも多い。
滝の上方には国道334号の旧道が通っており、旧道からはオホーツク海を背景に滝を見下ろすことができる。ただし、法面損傷が発見されて以来、断続的に落石防止工事が行われており、斜里市街方面 - ウトロ方面を通り抜けることはできなくなっている。
また、2009年（平成21年）までは、滝のそばにある売店周辺に茶色の猫が棲みついており、観光客に人気の存在となっていた。

## 周辺の施設
- 駐車場
乗用車がメイン。大型バスの駐車スペースは数台分。
- 公衆トイレ
水洗。総工費が1億円かけられた。
- 売店
自動販売機あり。夜間は閉まっている。

## ギャラリー

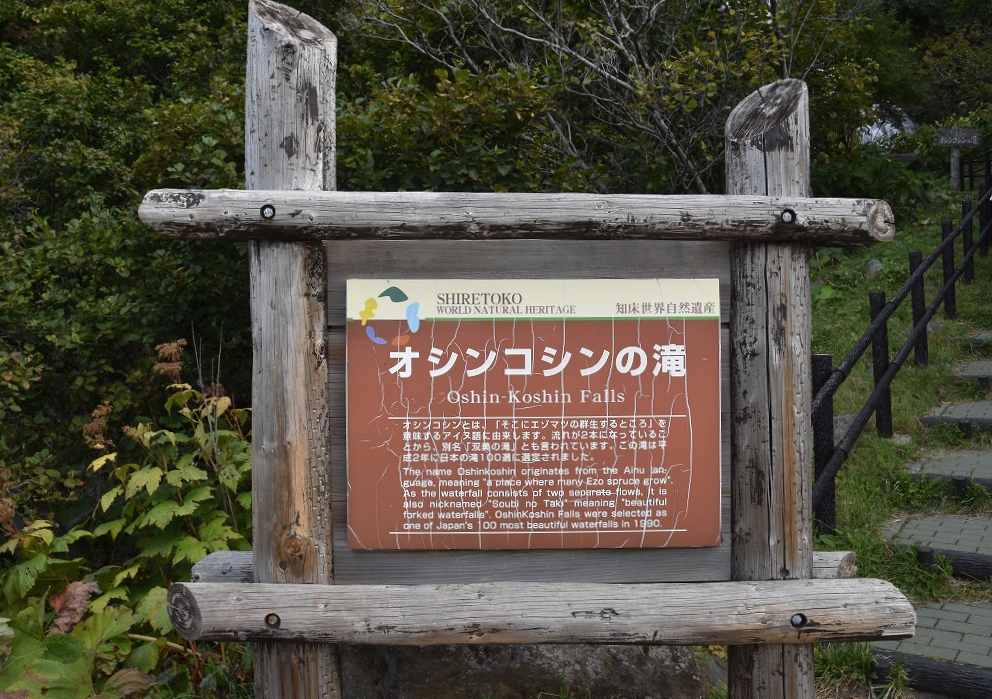
入口の案内看板
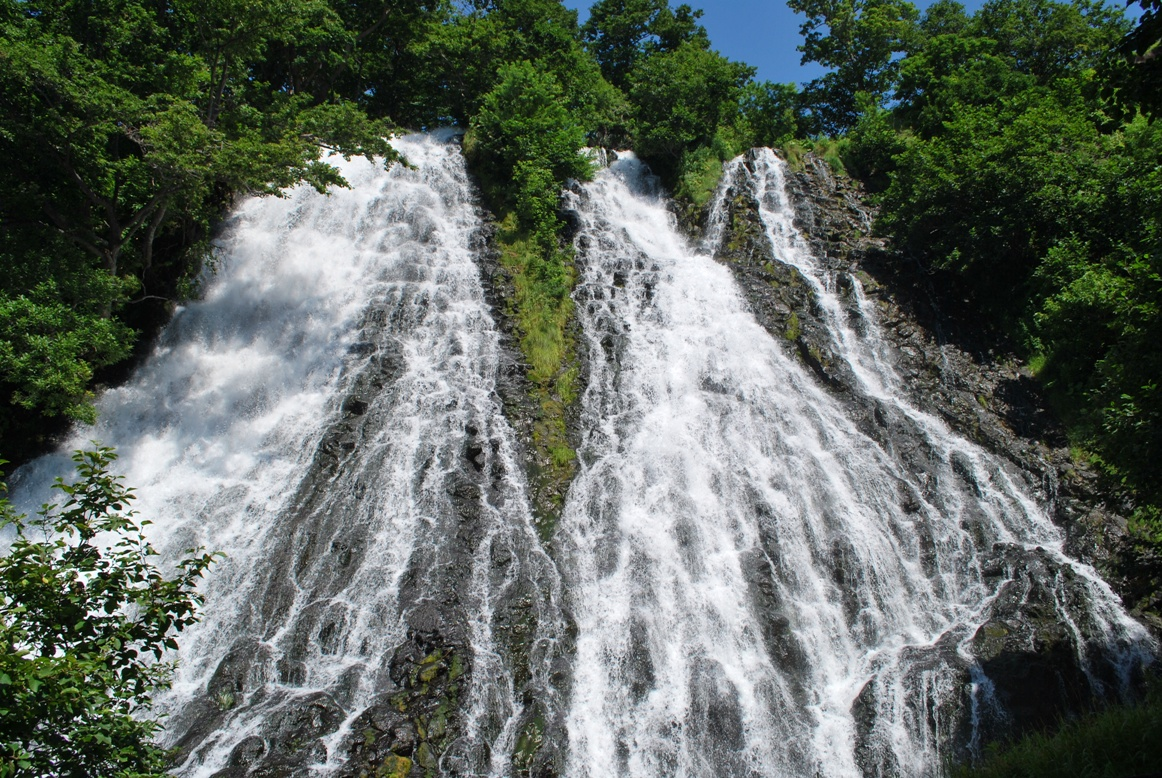
正面
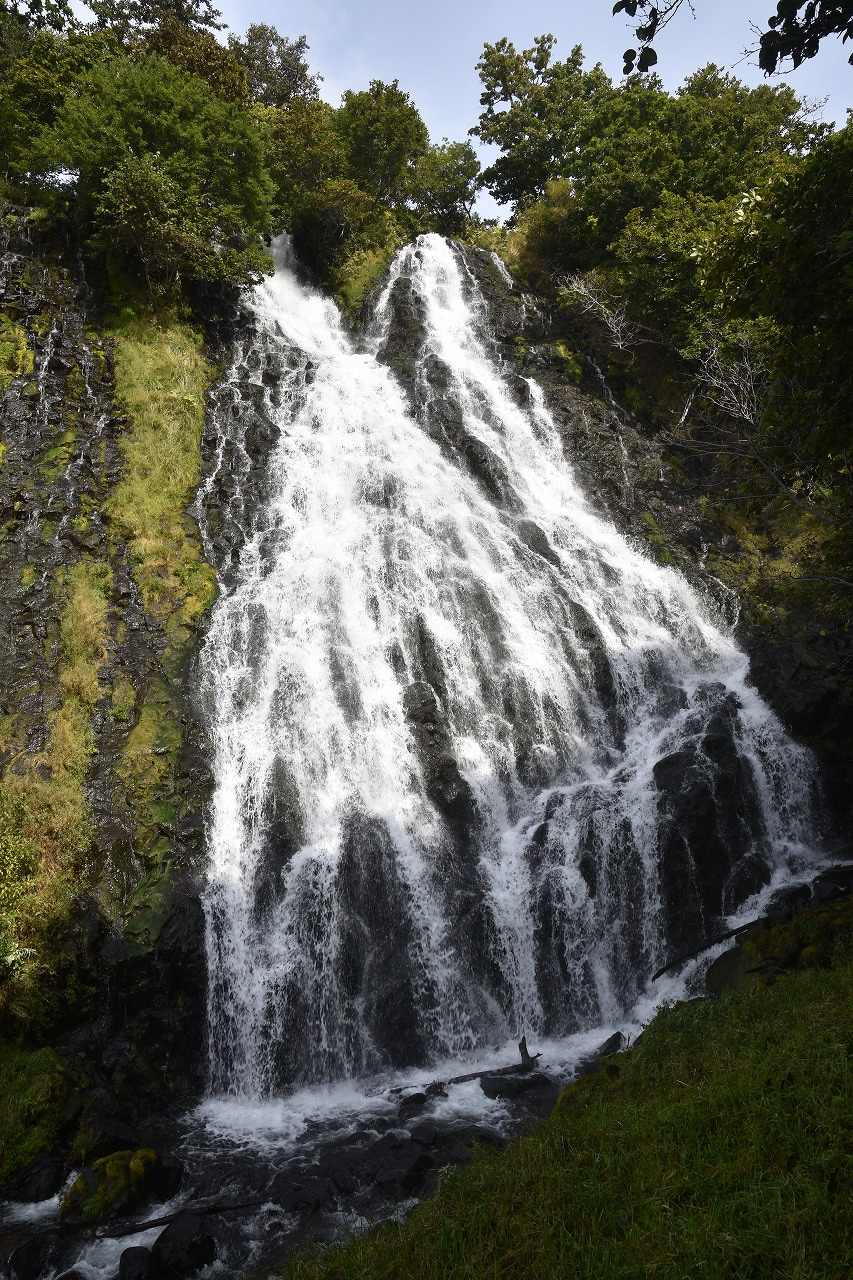
全景。双美の滝と称される。
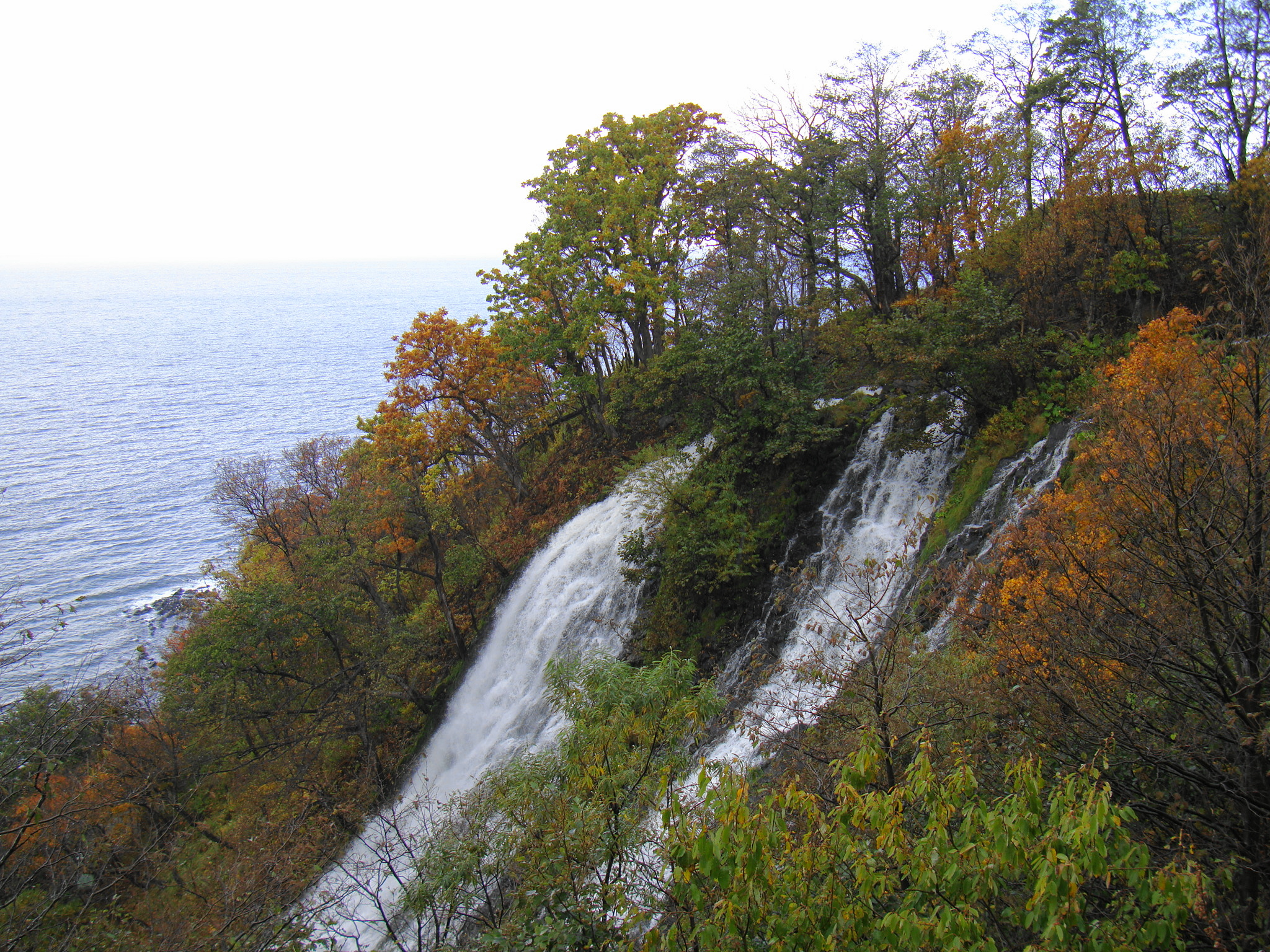
旧道より望む
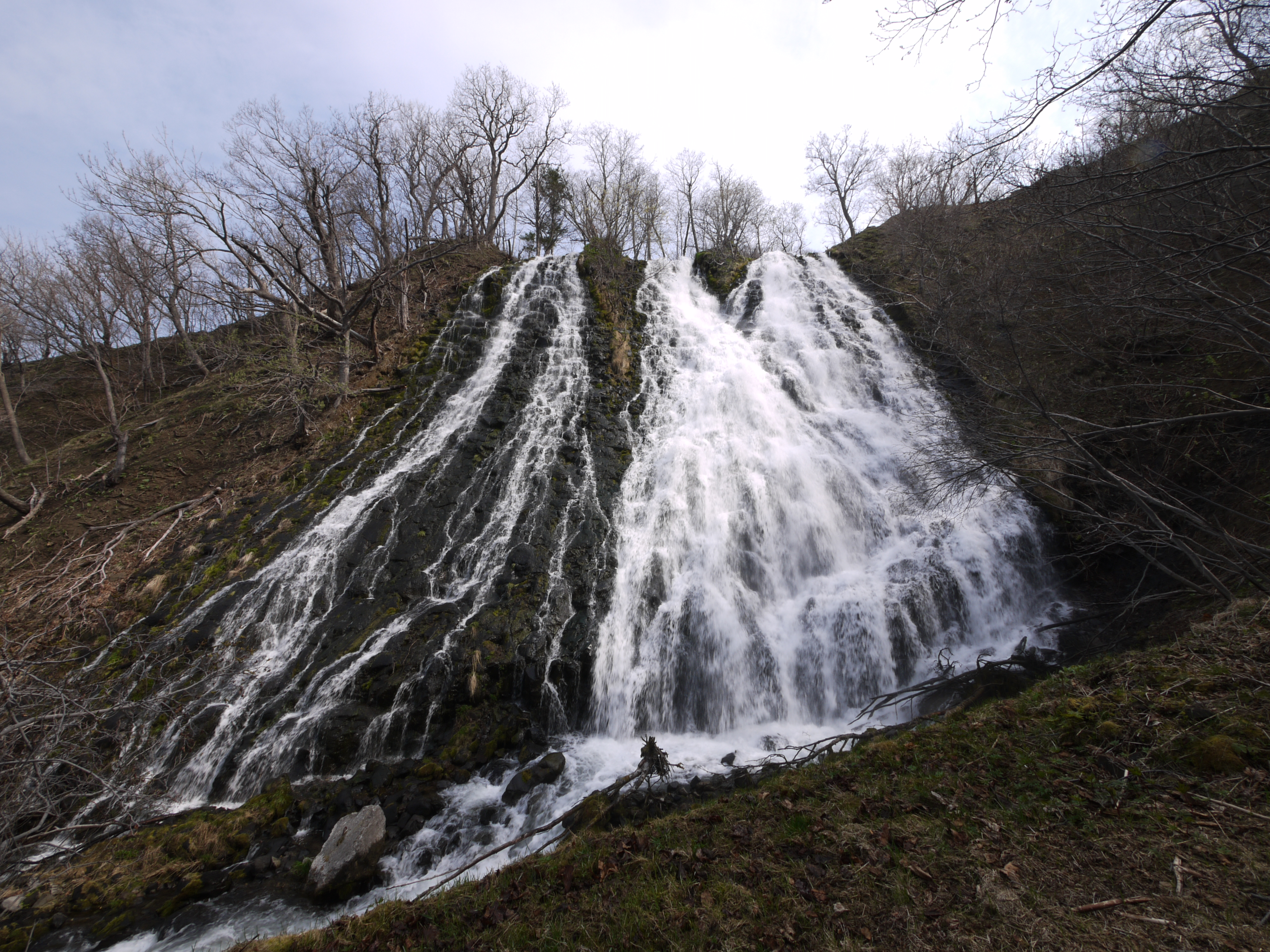
春先の様子（2015年4月）
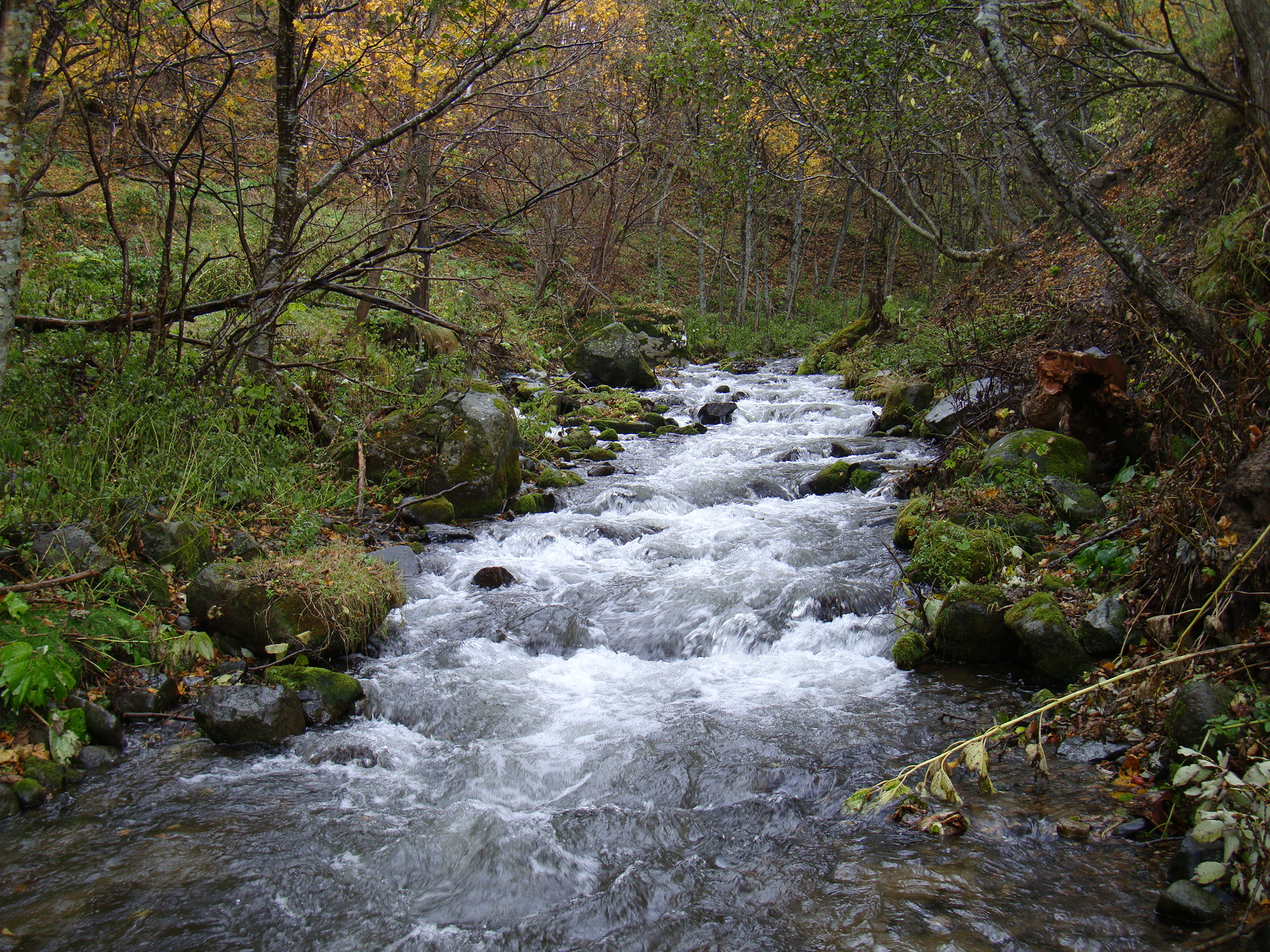
源流のチャラッセナイ川